# Berrylands

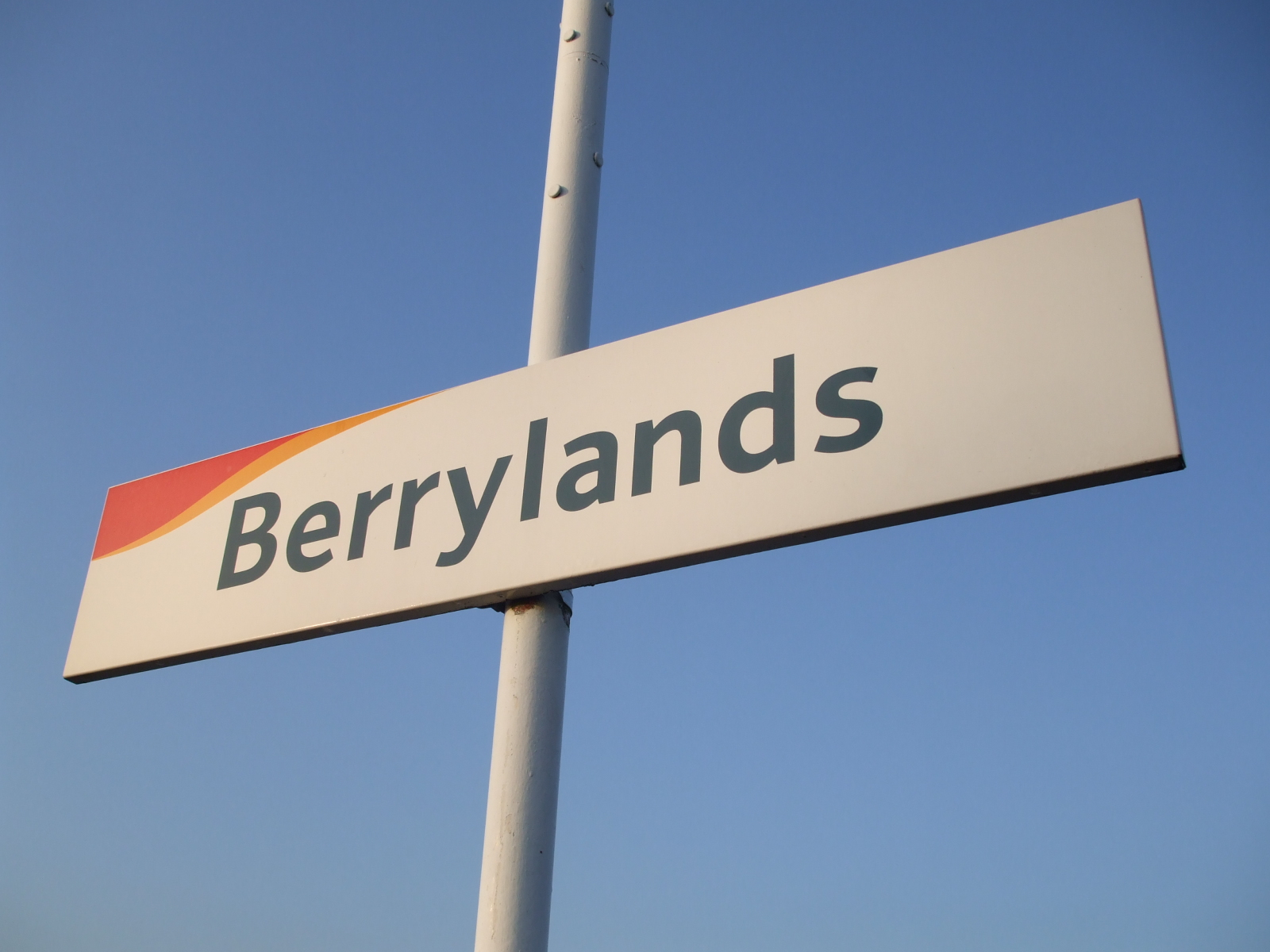
Berrylands sui segnali dell'omonima stazione ferroviaria.

Berrylands è un quartiere residenziale del borgo reale di Kingston upon Thames, nella città di Londra.

## Etimologia
Berrylands suggerisce erroneamente un "luogo dove crescono le bacche". In realtà il suo significato è "terra su una collina", dall'antico inglese beorg (che significa "collina") e land, il cui significato ("terra") è rimasto invariato fino ad oggi.

Il nome dell'area è cambiato numerose volte: infatti nel 1126 il suo nome era "Berilendes", nel 1148 cambiò in "Berulind" e nel 1378 diventò "Barrilands", fino ad assumere la forma definitiva che si usa ancora oggi.

## Storia
Berrylands originariamente era un insediamento degli Anglosassoni, che hanno preferito questo luogo per la sua vicinanza al fiume Tamigi. Dal XIX secolo, Berrylands ha fatto parte del Municipal Borough of Surbiton.

## Berrylands oggi

### Abitazioni
Il quartiere è prevalentemente residenziale. Berrylands inoltre ospita una grande comunità di pendolari.

### Educazione
Nell'area le principali scuole sono Christ Church e Grand Avenue.
Inoltre Berrylands oggi ospita la sede del campo sportivo di un famoso college londinese, ossia la celebre London School of Economics.

### Trasporti
Passano per Berrylands i bus N2.
Inoltre nel distretto è presente l'omonima stazione ferroviaria, la Berrylands railway station.